# 2008年夏季奥林匹克运动会老挝代表团
2008年夏季奥林匹克运动会寮國代表团会参加2008年8月8日至24日在中国北京主办的第29届夏季奥运。代表团包括4位参赛者，包括2名田径选手及2名游泳选手。

## 田径
- （男）Hem Bunting（男子马拉松）
- （女）Sou Titlinda（女子马拉松）

## 游泳
- （男）Hem Thon Ponloeu（男子50米自由泳）
- （女）Hem Thon Vitiny（女子50米自由泳）